# Gnathoenia albomaculata
Gnathoenia albomaculata är en skalbaggsart som beskrevs av Max Quedenfeldt 1881. Gnathoenia albomaculata ingår i släktet Gnathoenia och familjen långhorningar.
Artens utbredningsområde är Angola. Inga underarter finns listade i Catalogue of Life.